# Frances Tuuloskorpi
Frances Ingrid Margareta Tuuloskorpi, ursprungligen Vestin, född 19 augusti 1949 i Sankt Görans församling i Stockholm, är en svensk debattör och fackordförande.

## Biografi
Frances Tuuloskorpi föddes som dotter till professor Ragnar Vestin och undervisningsrådet Margareta Vestin. Hon är syster till regissören Martha Vestin.
Med efternamnet Vestin utgav hon 1969 boken Handbok i barnindoktrinering om barnuppfostran. Året därpå kom boken Mummel – en ny människa, skriven med Horst Tuuloskorpi. Under 1970-talet skrev hon ett antal teaterpjäser som framfördes av Friteatern.
1977 anställdes Frances Tuuloskorpi av bageriet Stockholmsbagarn, där hon med tiden blev ordförande i den lokala fackklubben. Hon var fackordförande i över 20 år och fick rykte om sig som stridbar.
År 2004 stängdes Stockholmsbagarn. Nedläggningen dokumenterades i dokumentärfilmen Fackklubb 459 – Sista striden på bagarn (2004). Tuuloskorpi hade en framträdande roll i denna.
Efter nedläggningen har hon bland annat arbetat på San Remo bageri och som köksbiträde. Hon har även redigerat antologiserien Folkrörelse på arbetsplatsen, vars fjärde del kom ut år 2015.